# Sentinelle du goût
Pour les articles homonymes, voir Sentinelle.
Les Sentinelles du goût sont des projets de défense de la biodiversité promus par l'association internationale Slow Food.

## Présentation
Ces projets visent à aider des groupes de producteurs artisanaux selon un concept qui a été développé en 1999 par Slow Food, comme « bras » de l'Arche du goût, afin de favoriser la présence sur le marché de différents produits traditionnels. Du blé indigène 'Red Fife' du Canada à l'huile d'argane marocaine et aux langoustes hollandaises d'Oosterschelde, les Sentinelles de Slow Food travaillent dans le monde entier pour promouvoir des produits, développer des marchés, sauvegarder des héritages et éduquer les consommateurs.
Les stratégies mises en place dans les projets Sentinelles varient en fonction du projet et du produit. Elles peuvent consister en la réunion de producteurs, la coordination de la promotion, l'établissement de cahiers des charges, ou encore un investissement financier direct dans les équipements utilisés par les producteurs.
Tout en adoptant des méthodes différentes, toutes les Sentinelles de Slow Food poursuivent les mêmes objectifs : promouvoir les produits artisanaux, établir avec les producteurs des normes capables d'assurer la qualité des produits, et, surtout, garantir la pérennité des produits traditionnels.